# Flokkur fólksins

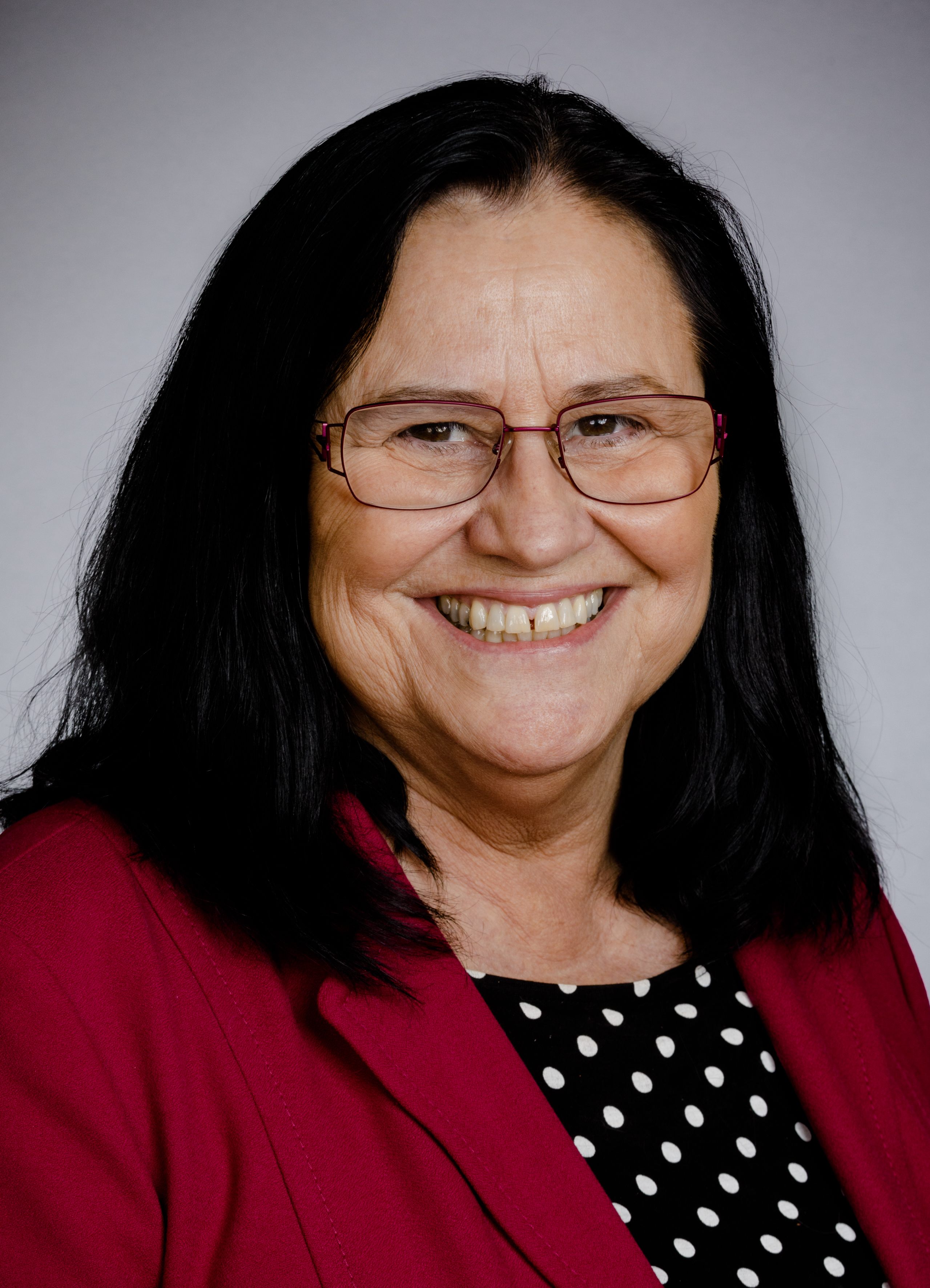
Parteigründerin Inga Sæland, 2021

Flokkur fólksins (deutsch etwa Partei der Leute/Menschen oder Volkspartei, Parteibuchstabe F) ist eine politische Partei in Island.

## Geschichte
Die Partei wurde 2016 gegründet. In ihrer Satzung wird als Ziel der Partei angegeben, für Isländer zu kämpfen, die unter „Ungerechtigkeit, Diskriminierung, Rechtlosigkeit und Armut“ leiden. Einer älteren Fassung der Satzung ist zu entnehmen, dass sich die Partei besonders für die Rechte von Behinderten, Kindern und älteren Menschen einsetzen wolle. Der Politikwissenschaftler Luke Field ordnet die Partei als „populistisch“ ein; sie trete „für Nativismus, eine konservative Sozialpolitik und einen starken Staat“ ein. Gründerin der Partei ist die sehbehinderte Inga Sæland.
Bei der Parlamentswahl 2016 erzielte die Partei 3,5 Prozent der Stimmen. Damit scheiterte sie an der für einen Einzug in das nationale Parlament Althing festgesetzten Fünf-Prozent-Hürde. Sie hatte durch ihr Resultat jedoch Anrecht auf einen staatlichen Beitrag an ihre Finanzierung, der in Island jenen Parteien zusteht, die in der Parlamentswahl mindestens 2,5 Prozent der Stimmen erhalten haben.
Bei der vorgezogenen Parlamentswahl vom 28. Oktober 2017 erhielt die Partei 6,88 % der Stimmen und konnte mit vier Sitzen ins Althing einziehen. In Folge der Klaustur-Affäre Ende November 2018 wurden die beiden Parlamentarier Karl Gauti Hjaltason und Ólafur Ísleifsson aus der Partei ausgeschlossen, hatten jedoch angekündigt, als Parteilose im Althing verbleiben zu wollen. Wenig später wechselten sie zur Zentrumspartei. Flokkur fólksins hatte damit noch zwei Vertreter im Althing, Inga Sæland und Guðmundur Ingi Kristinsson. Bei der Parlamentswahl vom 25. September 2021 erhielt die Partei 8,8 % der Stimmen und damit sechs Sitze im Althing. Field bezeichnete dieses Ergebnis als „die größte Überraschung des Wahlabends“, da alle Prognosen davon ausgegangen waren, dass die Partei an der Fünf-Prozent-Hürde scheitern und ihre Sitze verlieren werde.
Bei der vorgezogenen Parlamentswahl vom 30. November 2024 konnte die Partei ihren Stimmenanteil weiter ausbauen. Sie erhielt 13,8 % der Stimmen und 10 Sitze im Parlament. Seit dem 21. Dezember 2024 ist die Partei im Kabinett Kristrún Frostadóttir mit drei Ministerposten vertreten.